# It Is Useless To Resist Us
It Is Useless To Resist Us: 25 Years Of Information Society è una raccolta video del gruppo musicale statunitense Information Society, pubblicata il 27 ottobre 2009 e registrata il 5 gennaio 2008.
Il 18 agosto 2013 ci fu una riedizione intitolata It Is Useless To Resist Us: Information Society Live e pubblicata come album live.

## Tracce
1. Peace and Love, Inc.
2. Wrongful Death
3. The Seeds Of Pain
4. Walking Away
5. Baby Just Wants
6. Burning Bridges
7. Think
8. Jonestown
9. Growing Up With Shiva
10. I Like The Way You Werk It
11. Run Away
12. Back In The Day
13. Running
14. Are Friends' Electric?
15. What's On Your Mind?

### Studio videos (riedizione DVD solo)
1. What's On Your Mind?
2. Walking Away
3. Think
4. Repetition
5. Peace and Love, Inc.